# فدراسیون بین‌المللی منتقدان فیلم
فدراسیون بین‌المللی منتقدان فیلم (به فرانسوی: Fédération Internationale de la Presse Cinématographique) (به‌اختصار فیپرِشی: FIPRESCI)، از سازمان‌های ملی منتقدان فیلم است که توسط افراد حرفه‌ای و روزنامه‌نگاران فیلم از سراسر جهان برای ارتقا و توسعهٔ فرهنگ فیلم تلاش می‌کند. این فدراسیون در ماه ژوئن سال ۱۹۳۰ در بروکسل تأسیس شد و در حال حاضر دارای عضو در بیش از ۵۰ کشور در سراسر جهان است.
این فدراسیون دو نمونه جایزه دارد. اول جایزهٔ فیپرِشی که توسط این فدراسیون در بیشترِ جشنواره‌های معتبر فیلم جهان با داوری آثار همان جشنواره اهدا می‌شود.
و دوم جایزه بزرگ فیپرشی است که از سال ۲۰۰۹ در جشنواره سن سباستین به برترین فیلم تولید شده در ۱۲ ماه گذشته داده می‌شود.

## جوایز
- 1985 - Faces of Women (Visages de femmes), Desiré Ecaré
- 1999 - All About My Mother (Todo sobre mi madre), Pedro Almodóvar
- 2000 - Magnolia, Paul Thomas Anderson
- 2001 - The Circle, Jafar Panahi
- 2002 - The Man Without a Past, Aki Kaurismäki
- 2003 - Uzak, Nuri Bilge Ceylan
- 2004 - Notre musique, Jean-Luc Godard
- 2005 - خانه خالی اثر کیم کی دوک از کره جنوبی
- 2006 - Volver, Pedro Almodóvar
- 2007 - 4 Months, 3 Weeks and 2 Days, Cristian Mungiu
- 2008 - There Will Be Blood, Paul Thomas Anderson
- 2009 - The White Ribbon, Michael Haneke
- 2010 - The Ghost Writer, Roman Polanski
- 2011 - The Tree of Life, Terrence Malick
- 2012 - Amour, Michael Haneke
- 2013 - Blue Is the Warmest Colour (La vie d'Adèle), Abdellatif Kechiche
- 2014 - Boyhood, Richard Linklater
- 2015 - Mad Max: Fury Road, George Miller
- 2016 - Toni Erdmann, Maren Ade
- 2017 - The Other Side of Hope, Aki Kaurismäki
- 2018 - Phantom Thread, Paul Thomas Anderson
- 2019 - Roma, Alfonso Cuarón
- 2020 - Not awarded[۱]
- 2021 - Drive My Car, Ryusuke Hamaguchi
- 2022 -برادران لیلا ساخته سعید روستایی از ایران